# سولو-کوآک
سولو-کوآک (انگلیسی: Sulu-Kuak) یک شهرک در شهرستان کارماسکالینسکی استان باشقیرستان کشور روسیه است.